# Chicago Fire
Chicago Fire Football Club – amerykański klub piłkarski z Chicago, występujący w Major League Soccer. Popularnie nazywany Strażakami (ang. fire – ogień). Nazwa zespołu pochodzi od wielkiego pożaru Chicago (Great Chicago Fire) i założony został 8 października 1997, w 126. rocznicę pożaru. W swoim pierwszym sezonie w 1998 roku drużyna wygrała zarówno MLS Cup, jak i U.S. Open Cup (czyli tzw. dublet). Inne tryumfy w U.S. Open Cup odnosiła w latach: 2000, 2003, 2006. Zdobyła także MLS Supporters’ Shield w roku 2003.

## Barwy i logo
Oficjalnymi barwami zespołu są czerwony i biały, jednak na przestrzeni lat Fire wprowadziło również: granatowy, błękitny oraz czarny jako kolor alternatywny.
Logo klubu nawiązywało do standardowego znaku straży pożarnej (szczególnie tej z Chicago), znane jest ono także jako krzyż Floriana. Zostało ono wybrane przez pierwszego generalnego menadżera Fire, Peter Wilt.
Herb składał się z litery C (reprezentującej Chicago), podobnie jak w logotypach Chicago Bears i Chicago Cubs. Sześć punktów mieszczących się na okręgu wokół środka było nawiązaniem do flagi Chicago, która upamiętnia wielki pożar Chicago z 1871.
Zarówno sam klub, jak i jego fani często używają symboli Chicago w celu pokazania swojej dumy z miasta. Najważniejszy z nich, to sześcioramienne gwiazdy Chicago, ale również jasnoniebieski, kojarzący się z miastem oraz panoramą miasta, która często pojawia się na klubowych gadżetach. Flaga Chicago często pojawia się też wśród kibiców na stadionie, podobnie jak ma to miejsce w przypadku Señery podczas meczów FC Barcelony, jednak w tym przypadku bez podtekstów nacjonalistycznych.
21 listopada 2019, klub zmienił swoje logo oraz lekko zmodyfikował nazwę, zastępując Soccer słowem Football. Nowe logo wzbudziło dużo kontrowersji i zostało odebrane negatywnie zarówno przez kibiców klubu, jak i postronnych komentatorów.

## Stadion

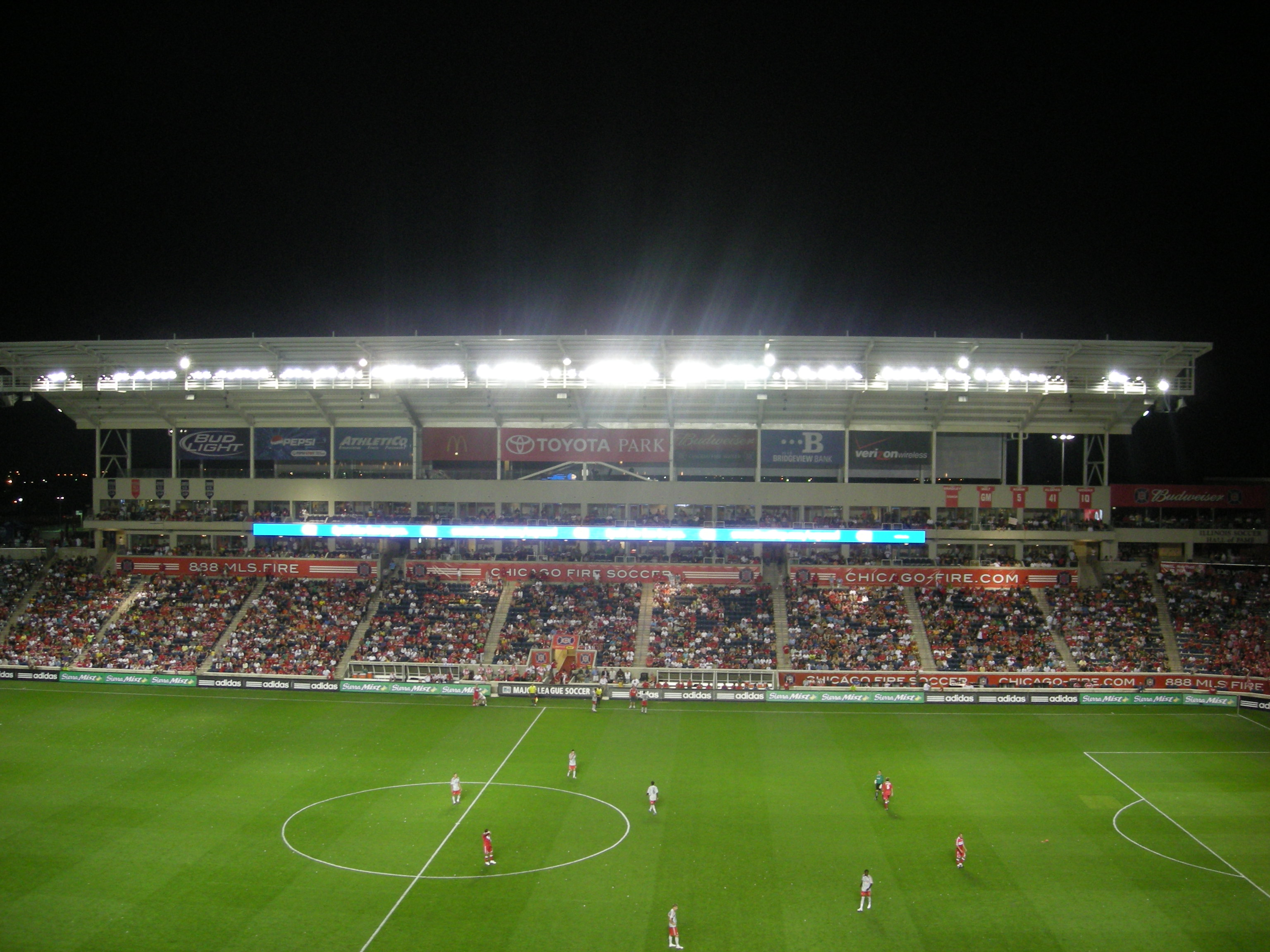
Toyota Park – domowy obiekt Chicago Fire od 2006

Chicago domowe mecze rozgrywa na Toyota Park na przedmieściach Chicago w Bridgeview, Illinois. Stadion o specyfice typowo piłkarskiej otwarty został 11 czerwca 2006 i wybudowany za około $100 milionów.
W pierwszych latach istnienia klub korzystał z Soldier Field, stadionu mogącego pomieścić 61500 widzów, domowego obiektu Chicago Bears i jednej z aren Mundialu w 1994 roku. Kiedy obiekt ten przechodził wartą $632 miliony renowację, Fire mecze rozgrywali na Benedetti–Wehrli Stadium w Naperville, Illinois, by powrócić na wcześniejszy obiekt w 2003 roku. Solider Field ostatecznie opuścili w 2005 roku.

## Stroje
| Okres     | Sponsor techniczny | Sponsor główny |
| --------- | ------------------ | -------------- |
| 1998–2002 | Nike               | Brak           |
| 2003–2005 | Puma               | Brak           |
| 2006–2007 | Adidas             | Brak           |
| 2008–2010 | Adidas             | Best Buy       |
| 2011      | Adidas             | Brak           |
| 2012–2016 | Adidas             | Quaker Oats    |
| 2016–2018 | Adidas             | Valspar        |
| 2019–     | Adidas             | Motorola       |

## Sukcesy

### Krajowe
- MLS Cup:
  - Zwycięstwo (1): 1998
  - Drugie miejsce (2): 2000, 2003
- MLS Supporters' Shield:
  - Zwycięstwo (1): 2003
  - Drugie miejsce (2): 2000, 2001
- US Open Cup:
  - Zwycięstwo (4): 1998, 2000, 2003, 2006
  - Drugie miejsce (1): 2004

### Międzynarodowe
- Puchar Mistrzów CONCACAF:
  - Trzecie miejsce (2): 1999, 2004
- SuperLiga:
  - Drugie miejsce (1): 2009

## Zawodnicy

### Obecny skład (sezon 2018)
Stan na 5 maja 2018
| N  | Piłkarz                | Pozycja                              | Status                            | Poprzedni klub           |
| -- | ---------------------- | ------------------------------------ | --------------------------------- | ------------------------ |
| 45 | Richard Sánchez        | bramkarz                             | wychowanek                        | Tampico Madero           |
| 30 | Stefen Cleveland       | bramkarz                             | #26 SuperDraft 2017               | University of Louisville |
| 32 | Patrick McLain         | bramkarz                             | –                                 | Minnesota United         |
| 4  | Johan Kappelhof        | środkowy obrońca                     | International                     | FC Groningen             |
| 15 | Grant Lillard          | środkowy obrońca                     | wychowanek                        | Indiana University       |
| 16 | Jonathan Campbell      | środkowy obrońca                     | #12 SuperDraft 2016               | University of NC         |
| 27 | Rafael Ramos           | środkowy obrońca                     | –                                 | Orlando City             |
| 26 | Christian Dean         | środkowy obrońca                     | #3 SuperDraft 2014                | Vancouver Whitecaps      |
| 3  | Brandon Vincent        | lewy obrońca                         | #4 SuperDraft 2016                | Stanford University      |
| 5  | Kevin Elis             | prawy obrońca prawy pomocnik         | –                                 | Sporting KC              |
| 2  | Matt Polster           | prawy obrońca prawy pomocnik         | #7 SuperDraft 2015                | University Edwardsvill   |
| 28 | Jorge Corrales         | obrońca                              | –                                 | Tulsa Roughnecks FC      |
| 6  | Dax McCarty            | defensywny pomocnik                  | –                                 | NY Red Bulls             |
| 19 | Mo Adams               | defensywny pomocnik                  | #10 SuperDraft 2018 International | Syracuse University      |
| 12 | Tony Tchani            | środkowy pomocnik                    | –                                 | Vancouver Whitecaps      |
| 18 | Drew Conner            | środkowy pomocnik                    | wychowanek                        | University of Wisconsin  |
| 13 | Brandt Bronico         | środkowy pomocnik                    | wychowanek                        | UNC Charlotte            |
| 14 | Djordje Mihailović     | środkowy pomocnik ofensywny pomocnik | wychowanek                        | akademia Chicago Fire    |
| 20 | Daniel Johnson         | środkowy pomocnik ofensywny pomocnik | #11 SuperDraft 2017               | University of Louisville |
| 31 | Bastian Schweinsteiger | pomocnik obrońca (ostatnie mecze)    | Designated Player International   | Manchester United        |
| 10 | Aleksandar Katai       | pomocnik skrzydłowy                  | International                     | Deportivo Alavés         |
| 17 | Diego Campos           | pomocnik skrzydłowy                  | International                     | Clemson University       |
| 8  | Michael de Leeuw       | ofensywny pomocnik napastnik         | International                     | FC Groningen             |
| 22 | Jon Bakero             | ofensywny pomocnik napastnik         | #5 SuperDraft 2018 International  | Wake Forest University   |
| 9  | Luis Solignac          | skrzydłowy napastnik                 | International                     | Colorado Rapids          |
| 28 | Elliot Collier         | napastnik                            | #49 SuperDraft 2018 International | Loyola University        |
| 24 | Nemanja Nikolić        | napastnik                            | Designated Player International   | Legia Warszawa           |

## Trenerzy
- Bob Bradley (1998–2002)
- Dave Sarachan (4 listopada 2002 – 20 czerwca 2007)
- Juan Carlos Osorio (1 lipca 2007 – 10 grudnia 2007)
- Denis Hamlett (11 stycznia 2008 – 24 listopada 2010)
- Carlos de los Cobos (1 stycznia 2010 – 30 maja 2011)
- Frank Klopas (tymczasowy) (30 maja 2011 – 3 listopada 2011)
- Frank Klopas (3 listopada 2011 – 30 października 2013)
- Frank Yallop (31 października 2013 – 20 września 2015)
- Brian Bliss (tymczasowy) (20 września 2015 – 24 listopada 2015)
- Veljko Paunović (24 listopada 2015 – 13 listopada 2019)
- Raphaël Wicky (27 grudnia 2020 – 30 września 2021)
- Frank Klopas (tymczasowy) (30 września 2021 – teraz)

## Designated Players[5]
| Piłkarz                | Lata      |
| ---------------------- | --------- |
| Cuauhtémoc Blanco      | 2007-2009 |
| Freddie Ljungberg      | 2010      |
| Nery Castillo          | 2010      |
| Álvaro Fernández       | 2012-2013 |
| Sherjill MacDonald     | 2012-2013 |
| Federico Puppo         | 2012-2014 |
| Egidio Arévalo Ríos    | 2013      |
| Juan Luis Anangonó     | 2013-2014 |
| Gilberto               | 2015-2016 |
| David Accam            | 2015-2017 |
| Shaun Maloney          | 2015      |
| Kennedy Igboananike    | 2015-2016 |
| Nemanja Nikolić        | 2017-     |
| Bastian Schweinsteiger | 2017-     |

## Galeria sław Chicago Fire
Piotr Nowak (od 2003)
 Frank Klopas – piłkarz i trener (od 2004)
 Luboš Kubík (od 2005)
 Peter Wilt – dyrektor generalny i prezydent (od 2006)
 Bob Bradley – trener (od 2007)
 Chris Armas (od 2009)
 C.J. Brown (od 2012)
 Ante Razov (od 2015)

## Klub afiliacyjny
Tulsa Roughnecks FC (USL)